# Schlüssiges Konzept
Das schlüssige Konzept ist ein Begriff aus dem deutschen Sozialrecht in Verbindung mit den Kosten der Unterkunft von Beziehern von Transferleistungen in den Rechtskreisen Sozialgesetzbuch II, Sozialgesetzbuch XII und AsylbLG.

## Ermittlung
Das Sozialgesetzbuch (SGB) soll dazu beitragen, ein menschenwürdiges Dasein zu sichern (§ 1 Sozialgesetzbuch I). Für bedürftige Personen werden die Bedarfe für Unterkunft und Heizung in Höhe der tatsächlichen Aufwendungen anerkannt, soweit sie angemessen sind (§ 22 Sozialgesetzbuch II). Stellen die Ämter fest, dass die Mietkosten unangemessen hoch sind, wird nur ein Teil der tatsächlichen Mietkosten erstattet.
Zur Konkretisierung des unbestimmten Rechtsbegriffs der Angemessenheit hat der Leistungsträger einheitliche Kriterien zu entwickeln und diese in einem schlüssigen Konzept umzusetzen (unter anderem
Bundessozialgericht, Urteil vom 22. September 2009, Az. B 4 AS 18/09 R; Bundessozialgericht, Urteil vom 20. Dezember 2011, Az. B 4 AS 19/11 R).
Ermittelt werden die Angemessenheitsgrenzen für die Unterkunft mit Hilfe der „Produkttheorie“ aus den Faktoren „angemessene Wohnungsgröße“ bzw. „Wohnfläche“ und „angemessener Mietpreis“ bzw. „Quadratmeterpreis“ unter Einbeziehung der kalten Betriebskosten (Bruttokaltmiete).
Die Kommunen müssen die Konzepte regelmäßig alle zwei Jahre überprüfen und fortschreiben.
Zur Erstellung eigener Mietspiegel für die Mietobergrenzen können von den Kommunen private Dienstleistungsunternehmen beauftragt werden. Zu diesen Unternehmen zählen Analyse & Konzepte, Hamburg, und Empirica AG, Berlin.
Um einer zunehmenden Segregation vorzubeugen, ist der maßgebliche räumliche Vergleichsbereich bei der Bestimmung der angemessenen Kosten der Unterkunft nach § 22 Abs. 1 Sozialgesetzbuch II auf das gesamte Stadtgebiet auszudehnen, soweit die Gesamtheit des Stadtgebietes einen homogenen Lebens- und Wohnbereich bildet (Bundessozialgericht, Urteil vom 19. Oktober 2010, Az. B 14 AS 2/10 R).
Trifft hingegen den erwerbsfähigen Leistungsberechtigten eine Kostensenkungsobliegenheit, sind die Leistungen für Unterkunft nach dem SGB II – bei festgestelltem Ausfall der lokalen Erkenntnismöglichkeiten – auch unter der Geltung des § 12 Wohngeldgesetz neuer Fassung auf die Werte der Wohngeldtabelle zuzüglich eines Zuschlags von 10 vom Hundert zu begrenzen (Bundessozialgericht, Urteil vom 12. Dezember 2013, Az. B 4 AS 87/12 R).

## Gerichtliche Überprüfungen
Kosten der Unterkunft nach dem SGB II können nur dann nach der Wohngeldtabelle unter Berücksichtigung eines Zuschlags in Höhe von 10 v. H. festgesetzt werden, wenn ein Ausfall der Ermittlungsmöglichkeiten im Hinblick auf die abstrakt angemessenen Unterkunftskosten für den konkret bestimmten Vergleichsraum festgestellt worden ist (Bundessozialgericht, Urteil vom 22. März 2012, Az. B 4 AS 16/11 R).
Dieser Fall kann häufiger eintreten, denn zahlreiche Konzepte zur Bestimmung der angemessenen Unterkunftskosten i. S. v. § 22 SGB II und § 35 SGB XII halten einer gerichtlichen Überprüfung nicht stand.
Häufig klagten bzw. klagen Leistungsempfänger gegen die Leistungsbescheide an den Sozialgerichten, weil sie die Schlüssigkeit der Konzepte in Frage stellten, etwa weil die Mietdatenerhebung eben nicht repräsentativ sei, sondern überproportional viele Daten aus dem Sozialgesetzbuch-II-Leistungsbezug und von großen Vermietern wie etwa Wohnungsbaugenossenschaften eingeflossen seien, und insbesondere zu viele Daten aus dem
einfachen und mittleren Segment erhoben worden seien.
In einer größeren Zahl von Fällen entschieden die Gerichte, dass Neuberechnungen und Anhebungen erforderlich seien.
Das Sozialgericht Düsseldorf merkte hierzu an: „Die Anhebung der von den Jobcentern zu übernehmenden Mietkosten könne zwar dazu führen, dass die betroffenen Wohnungsmärkte weiter unter Druck geraten. Wohnungsmarktpolitische Erwägungen dürften einer korrekten Ermittlung der Kosten für das einfache Grundbedürfnis Wohnen jedoch nicht entgegenstehen.“
Eine Alternative ist die ausschließliche Ermittlung und Auswertung von Angebotsmieten.

## Beispiele
| Landkreis bzw. kreisfreie Stadt | Bundesland | Chronologie der schlüssigen Konzepte | Entwicklungen |
| ------------------------------- | ---------- | ------------------------------------ | --- |
| Bochum                          | NRW        |                                      | Das Sozialgericht Dortmund entschied 2019 nach vier Jahren: „Der Beklagte verfügt über kein schlüssiges Konzept zur Ermittlung der abstrakt angemessenen Referenzmiete“ (Sozialgericht Dortmund, Urteil vom 10. April 2019, Az. S 37 AS 5432/15). |
| Duisburg                        | NRW        |                                      | Für die Stadt Duisburg war 2022 eine Klage beim Bundessozialgericht noch anhängig. |
| Ennepe-Ruhr-Kreis               | NRW        | 1. Oktober 2012 (erstmalig) 2015     | Für den Ennepe-Ruhr-Kreis (Empirica) wurde das Schlüssige Konzept im Jahr 2021 bestätigt (Landessozialgericht NRW, Urteil vom 26. November 2021 - L 21 AS 1617/18)." |
| Essen                           | NRW        | 1. Januar 2021                       | |
| Hochsauerlandkreis              | NRW        |                                      | Für den Hochsauerlandkreis (Analyse & Konzepte) wurden vom Landessozialgericht Nordrhein-Westfalen in Essen in mehreren Entscheidungen die von Grundsicherungsträgern verwandten Angemessenheitswerte bestätigt (Landessozialgericht NRW, Urteil vom 13. Januar 2022, L 19 AS 2083/18; Landessozialgericht NRW, Urteil vom 10. März 2021, L 12 AS 1846/17 Landessozialgericht NRW, Urteil vom 10. März 2021, L 12 AS 809/18). |
| Remscheid                       | NRW        |                                      | Für einen 1-Personenhaushalt (Analyse & Konzepte) waren 2019 anstelle einer monatlichen Bruttokaltmiete von 335,50 € nunmehr maximal 429,00 € als angemessen zu berücksichtigen (Sozialgericht Düsseldorf, Urteil vom 2. Oktober 2019, S 29 AS 3925/16) |
| Rhein-Kreis Neuss               | NRW        |                                      | Für Kaarst (Analyse & Konzepte) waren 2019 für einen 3-Personenhaushalt anstelle einer monatlichen Bruttokaltmiete (Grundmiete und kalte Nebenkosten ohne Heizkosten) von 643,20 € nunmehr maximal 764,50 € als angemessen zu berücksichtigen.(Sozialgericht Düsseldorf, Urteil vom 2. Oktober 2019, S 29 AS 4533/17) Für Neuss (Analyse & Konzepte) waren für einen 3-Personenhaushalt anstelle einer monatlichen Bruttokaltmiete von 611,20 € maximal 764,50 € als angemessen zu berücksichtigen (Sozialgericht Düsseldorf, Urteil vom 2. Oktober 2019, S 29 AS 1037/18). |